# Phara de Aguirre
Pharaïlde (Phara) de Aguirre (Aalst, 26 maart 1961) is een Vlaamse journaliste en televisiepresentatrice.

## Biografie
De Aguirre heeft Spaans-Baskische roots. Haar vader, Josu De Aguirre, kwam als vluchteling in 1937 op 10-jarige leeftijd naar België tijdens de Spaanse Burgeroorlog. Hij werd later secretaris-generaal van het Vlaams Secretariaat van het Katholiek Onderwijs (VSKO), van 1970 tot 1990.
De Aguirre studeerde Pedagogische Wetenschappen aan de KU Leuven.

### Carrière
Phara de Aguirre is journaliste en ex-presentatrice van de VRT-programma's Terzake en Phara. Ze geldt als scherp interviewster. In 2006 werd bij haar een ernstige vorm van borstkanker vastgesteld, waardoor ze tijdelijk van het scherm verdween. Ze maakte haar wederoptreden gedurende de campagne voor de federale verkiezingen van 2007 in het programma Het Groot Debat op 3 juni 2007 op Eén.
Vanaf 7 januari 2008 presenteerde ze op Canvas het praatprogramma Phara met sportverslaggever Lieven Van Gils. In 2009 was ze lid van de Raad van de Gouden Plaat in het Eén-televisieprogramma Hartelijke groeten aan iedereen.
Phara de Aguirre werd in 2001 bekroond met de HA! van Humo. Op 27 maart 2009 en op 6 maart 2010 kreeg ze de Vlaamse Televisie Ster voor Beste Presentatrice op het gala van de Vlaamse Televisie Academie.
Tussen 2011 en 2023 doceerde De Aguirre het vak Interviewtechnieken aan het Koninklijk Conservatorium Antwerpen, wat ze combineerde met haar werk bij de VRT. In 2024 kende deze instelling haar de eretitel toe van Maestro Honoris Causa.
Vanaf 6 oktober 2011 was Phara de Aguirre de presentatrice van Panorama, waarvoor ze ook reportages maakt. In december 2013 werd haar reportage Liefde in tijden van kanker uitgezonden op Canvas. De Aguirre overwon zelf borstkanker.
Begin 2012 nam ze tijdens de afwezigheid van Martine Tanghe ook presentatiewerk bij Het Journaal over, iets dat ze ook eenmalig deed in 2003. In de zomer van 2014 verving ze er Hanne Decoutere, die met zwangerschapsverlof was.
In 2013 werkte ze mee aan het jaaroverzicht op VIER.
Vanaf september 2015 was ze de presentatrice van Koppen, waarvoor ze eerder al reportages maakte en ook dan bleef maken. Ze stopte daardoor als presentatrice van Panorama. In 2016 werd Koppen opgedoekt. Daarna begon ze voor Canvas een programma te maken over vluchtelingen. Het project zal vijf jaar duren en daardoor pas in 2020 op tv komen. Vanaf medio 2017 was ze samen met Xavier Taveirne presentatrice van De zevende dag. Na één jaar werd het duo vervangen. De Aguirre werd daarna ingezet bij de verslaggeving van de lokale verkiezingen in 2018. Van januari 2019 tot midden 2024 was ze presentatrice van De Afspraak, dat ze afwisselend met Bart Schols presenteerde.
In 2022 presenteerde ze de reportagereeks De notaris, waarin ze een aantal actieve en gepensioneerde notarissen interviewde en volgde.
In november 2022 presenteerde ze ter ere van de 25ste verjaardag van Canvas samen met Thomas Huyghe de quiz 25 jaar Canvas, over de geschiedenis van de zender met bekende mensen die in die tijd de revue passeerden. In maart 2025 herhaalden Huyghe en De Aguirre dit format met De Krokusquiz.